# (16217) Peterbroughton
(16217) Peterbroughton (2000 DR13) – planetoida z pasa głównego asteroid okrążająca Słońce w ciągu 4,1 lat w średniej odległości 2,56 j.a. Odkryta 28 lutego 2000 roku.